# Andoas (distrito)
O Distrito peruano de Andoas é um dos seis distritos que formam a Província de Datem del Marañón, situada no Departamento de Loreto, pertencente a Região Loreto, Peru.

## Transporte
O distrito de Andoas é servido pela seguinte rodovia:
- LO-101, que liga o distrito à cidade de Morona
- LO-100, que liga o distrito de Alto Nanay à cidade de Manseriche [1][2][3]